# Bright Lights (Haevn)
Bright Lights is een nummer van het Nederlandse muziekduo Haevn uit 2016. Het is de derde single van hun debuutalbum Eyes Closed.
Na hun reclamehit "Finding Out More" bleef het lang stil rondom Haevn. "Bright Lights" is tegelijk met "Finding Out More" geproduceerd, maar was volgens het duo van Haevn nog niet helemaal af. "We konden eindeloos lang luisteren naar 'Finding Out More'", aldus Jorrit Kleijnen. "Bij 'Bright Lights' konden we dat niet en waren we de productie sneller zat."  Voor "Bright Lights" schakelde Haevn een veertigkoppig strijkersorkest in, waarmee ze in Boedapest de single opnamen. Het arrangement van de strijkers is van de hand van Michel Bisceglia. Het nummer bereikte de eerste positie in de Nederlandse Tipparade.

## Sam Feldtremix
Begin 2017 kwam de Nederlandse dj Sam Feldt met een deephouseremix van het nummer. Deze versie deed niets in de Nederlandse hitlijsten, maar werd wel een klein radiohitje in Nederland. Hoewel de originele versie van "Bright Lights" niets in de Vlaamse hitlijsten deed, haalde de Sam Feldt remix wel de Vlaamse Tipparade.